# 앙엘라 크리스트
엔젤라 애나 크리스트(네덜란드어: Angela Anna Christ, 1989년 3월 6일 ~ )는 네덜란드의 여자 축구 선수이다. 포지션은 골키퍼이며, 현재 네덜란드 에레디비시 프라우언의 PSV 프라우언에서 활약하고 있다.

## 클럽 경력
2004년부터 2007년까지 SV 사스튐 소속으로 활약했으며 2007년부터 2012년까지 FC 위트레흐트 소속으로 활약했다. 2012년에는 PSV 프라우언으로 이적했다.

## 국가대표 경력
2009년 7월 13일에 열린 남아프리카 공화국과의 경기에 출전하면서 네덜란드 여자 축구 국가대표팀 선수로 데뷔했다.
3차례의 UEFA 유럽 여자 축구 선수권 대회(2009년, 2013년, 2017년), 1차례의 FIFA 여자 월드컵(2015년)에 참가한 네덜란드 여자 축구 국가대표팀 명단에 이름을 올렸지만 네덜란드 여자 축구 국가대표팀에서 주전 골키퍼로 활약했던 루스 회르츠에 비해 출전 기회는 적었다. 2017년 11월 24일에 열린 슬로바키아와의 2019년 FIFA 여자 월드컵 유럽 지역 예선 경기를 끝으로 국가대표팀에서 은퇴했다.

## 수상

### 클럽
- 에레디비시 프라우언 2회 우승 (2005, 2006)
- KNVB 여자컵 1회 우승 (2010)
- KNVB 여자 슈퍼컵 3회 우승 (2005, 2006, 2010)

### 국가대표
- UEFA 여자 유로 2017 우승